# John T. McDonough
John Thomas McDonough (* 12. Juli 1843 in Birdhill, Irland; † nach 1907) war ein US-amerikanischer Jurist und Politiker (Republikanische Partei). Er war von 1899 bis 1903 Secretary of State von New York.

## Frühe Jahre
John T. McDonough wurde während der Regierungszeit von Königin Victoria im County Tipperary geboren. Über seine Kindheit ist nichts bekannt. Seine Familie wanderte 1850 in die Vereinigten Staaten ein und ließ sich in Dunkirk (New York) nieder. McDonough graduierte am St. John’s College. Er studierte Jura an der Columbia Law School und machte dort 1861 seinen Abschluss mit einem Bachelor of Laws. Seine Zulassung als Anwalt erhielt er 1869.

## Politische Laufbahn
McDonough war zwei Amtszeiten lang Police Magistrate in Dunkirk. 1876 wählte man ihn zum Special Surrogate im Chautauqua County (New York) – ein Posten, den er bis 1878 bekleidete. Danach ging er wieder seiner juristischen Tätigkeit nach, zeitweise in New York City, in Buffalo (New York) und von 1881 in Albany (New York). 1884 kandidierte er für das Amt des Recorder in der City of Albany, erlitt aber eine Niederlage. Danach kandidierte er 1891 im dritten Gerichtsbezirk für das Richteramt am New York Supreme Court. Der Demokrat D-Cady Herrick errang damals einen Sieg. 1894 nahm McDonough als Delegierter an der Verfassunggebenden Versammlung von New York teil. Der Gouverneur von New York Levi P. Morton ernannte ihn 1896 zum New York State Commissioner of Statistics of Labor.
Er wurde 1898 zum Secretary of State von New York gewählt und 1900 wiedergewählt. 1899 verlieh ihm sein College den Grad des Doctor of Laws. Der Präsident Theodore Roosevelt ernannte ihn zum beisitzenden Richter am Obersten Gerichtshof der Philippinen – ein Posten, den er vom 17. Juni 1903 bis zum 1. Mai 1904 innehatte. Er nahm 1904 als Delegierter an der Republican National Convention der Philippinen teil. 1907 trat er als Angehöriger der Independence League für das Richteramt am New York Court of Appeals, erlitt aber eine Niederlage.

## Unternehmer
McDonough war Präsident der Dulangan Mining Interests Co., Inc., Direktor der El Oriente Fabrica de Tabacos, Inc., Geschäftsleiter der Golden Gate Mining Association und Mitglied des Board of Directors der Philippine Realty Corporation.